# Anbetung der Könige (Ehrenstein)

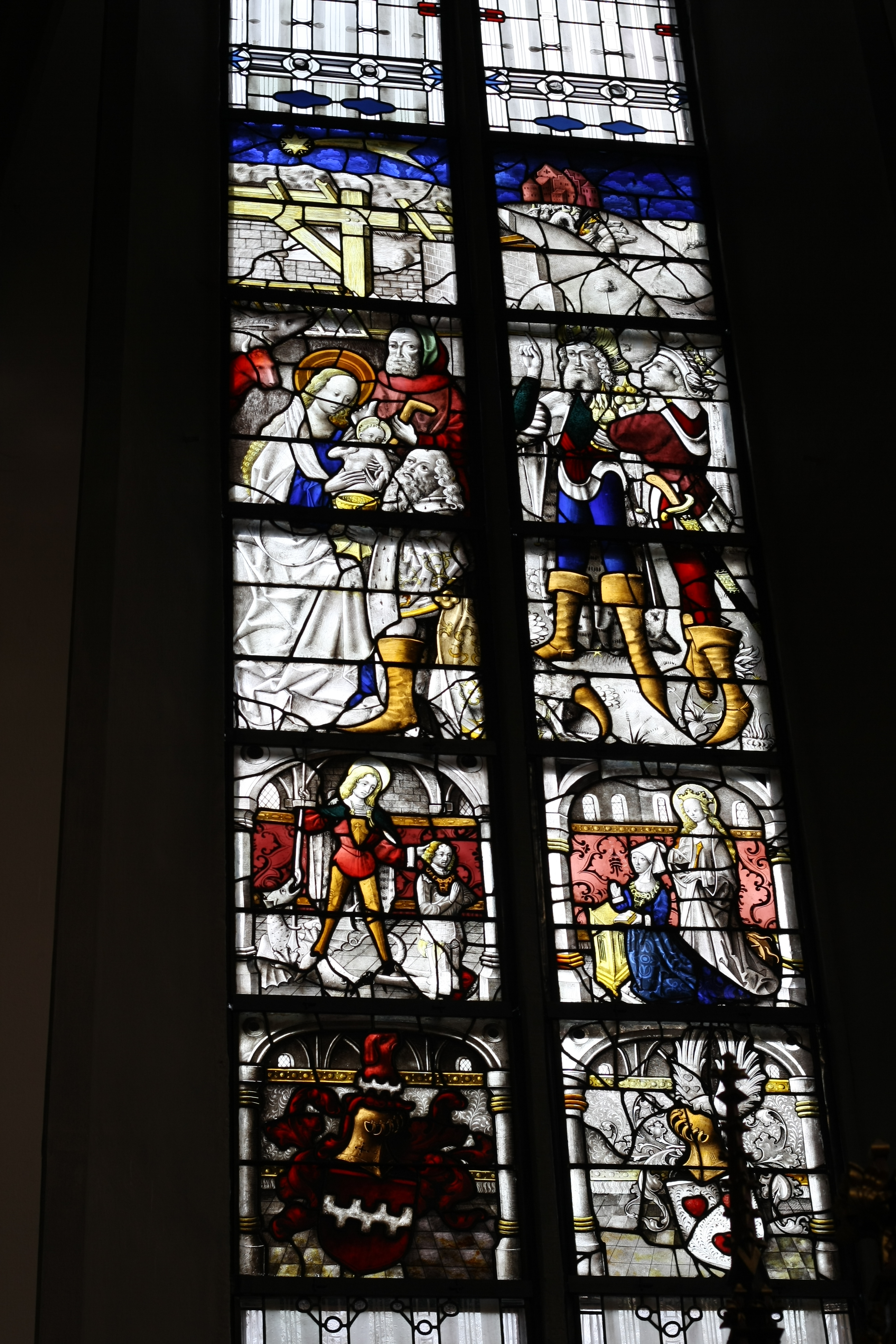
Anbetung der Könige in der Kirche Heilige Dreifaltigkeit

Das Fenster mit der Darstellung der Anbetung der Könige befindet sich in der  Klosterkirche Heilige Dreifaltigkeit des früheren Kreuzherrenklosters in Ehrenstein, einem Gemeindeteil von Asbach im Landkreis Neuwied in Rheinland-Pfalz. Das Bleiglasfenster mit der Darstellung der Heiligen Drei Könige wurde um 1480 von einer unbekannten Werkstatt geschaffen.

## Beschreibung
Das linke Chorfenster mit zwei Lanzetten zeigt die Anbetung des Christuskindes durch die Sterndeuter (Mt 2,9–11 ), ein weit verbreitetes Bildmotiv der christlichen Kunst des Mittelalters und der Neuzeit.
Das Jesuskind sitzt auf dem Schoß Marias, dahinter steht Josef mit einem Winkel in der Hand. Im Hintergrund ist der Stall mit Ochs und Esel zu sehen. Der älteste der Könige kniet vor Maria und bietet einen goldenen Kelch dar. Die beiden jüngeren Könige stehen am rechten Bildrand, alle drei repräsentieren die drei Lebensalter des Menschen.   
Der Stern am Himmel am oberen Bildrand, eine spätere Ergänzung, soll nach dem Matthäusevangelium die Könige zum Jesuskind geführt haben. Der König im mittleren Alter deutet mit der rechten Hand auf den Stern. Der jüngste König blickt mit großen Augen in die Richtung, die ihm der daneben stehende König zeigt.
Oben rechts ist die Burg Bourscheid und darunter eine Reiterhorde dargestellt. Rechts davon, auf der gegenüberliegenden Anhöhe, nähert sich eine zweite Personengruppe.
Die Anbetungsszene spielt sich auf einer Wildblumenwiese ab. Unter den Stiefeln der Könige kann man unter anderem ein blühendes Maiglöckchen (Convallaria majalis) erkennen, ein in der zeitgenössischen Malerei gebräuchliches Mariensymbol. 
Darunter sind die Stifter Bertram von Nesselrode († 1511) mit dem heiligen Georg, der den Drachen bezwingt, und seine Frau Margarethe von Burscheid († 1501) mit der heiligen Katharina, die mit einem Schwert und einem Rad dargestellt ist, zu sehen.
Den Abschluss unten bilden zwei Wappen: Links das Nesselrode-Wappen mit dem roten Brackenkopf und dem silbernen Turnierkragen, rechts das Burscheid-Wappen mit drei Herzen.   

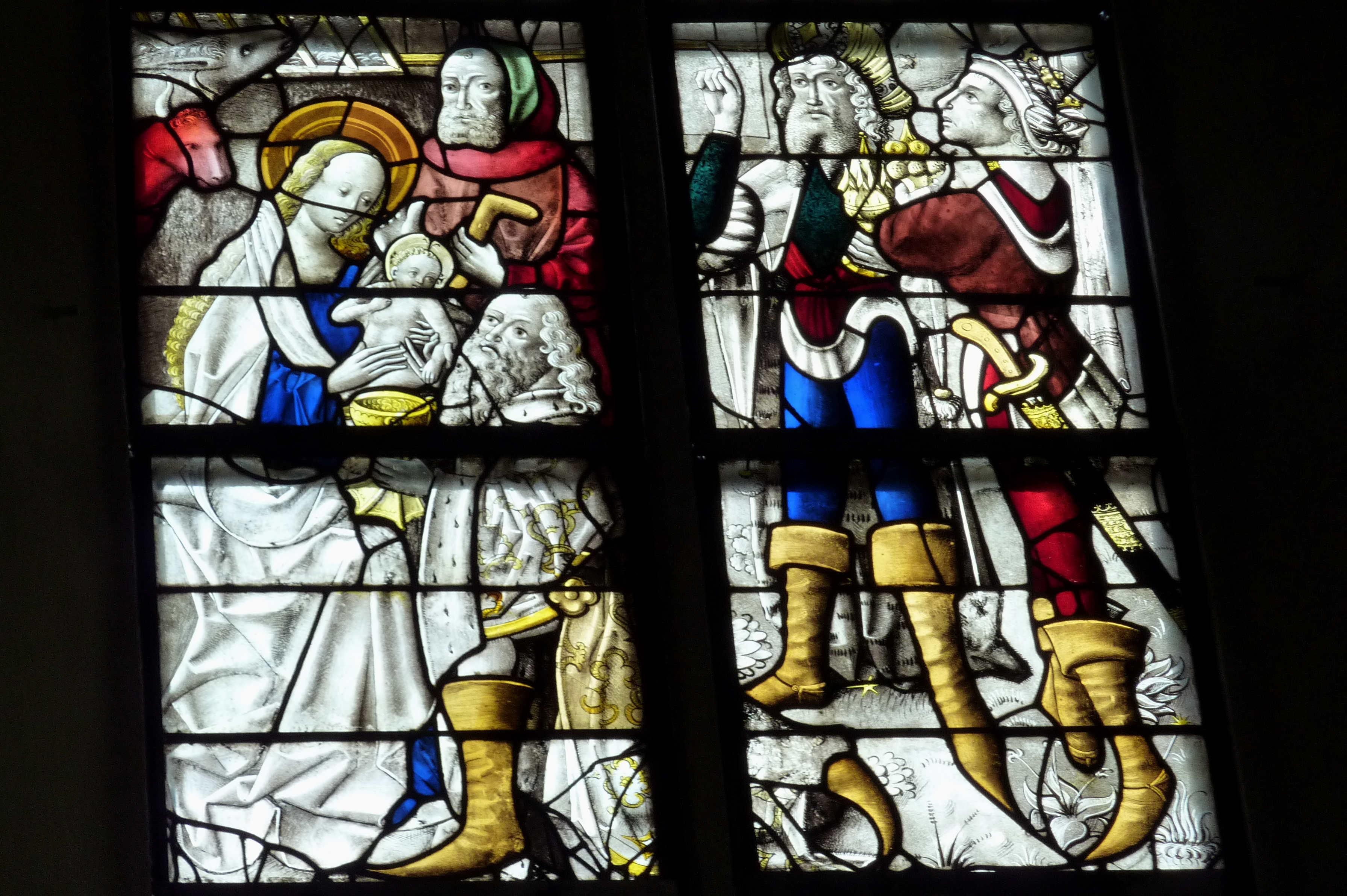
Anbetung der Könige
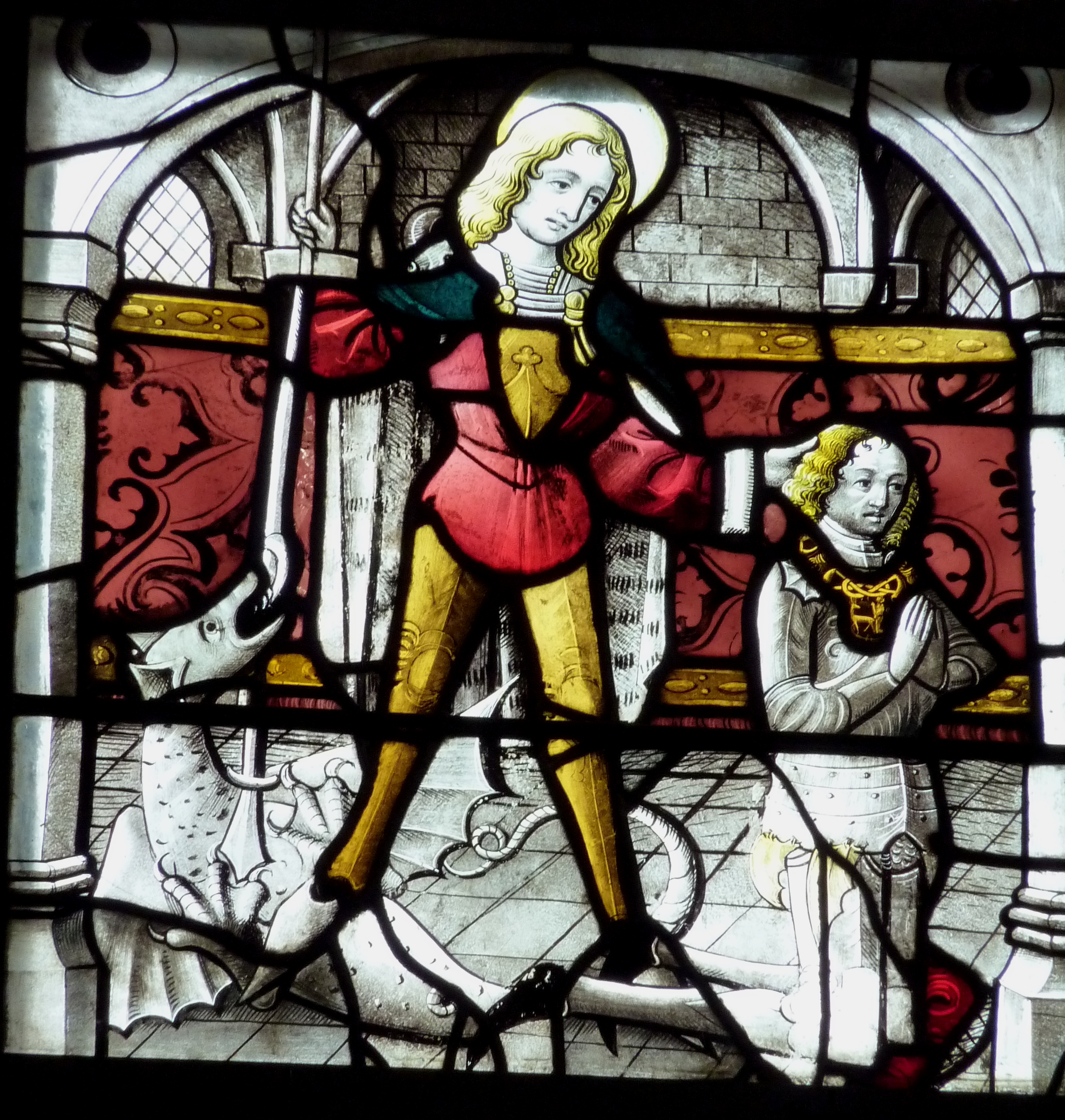
Bertram von Nesselrode mit dem heiligen Georg, der den Drachen bezwingt
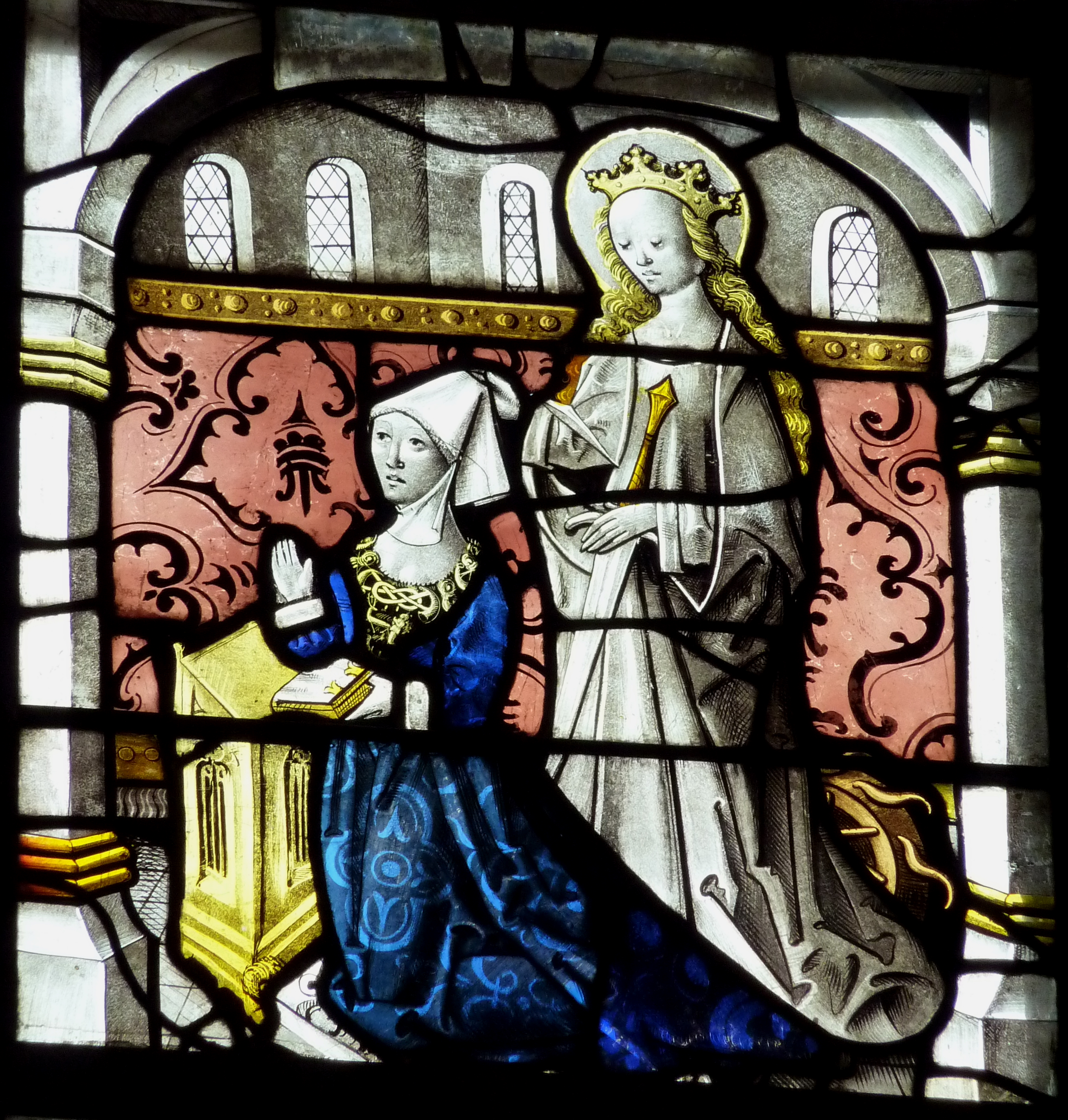
Margarethe von Burscheid und die heilige Katharina
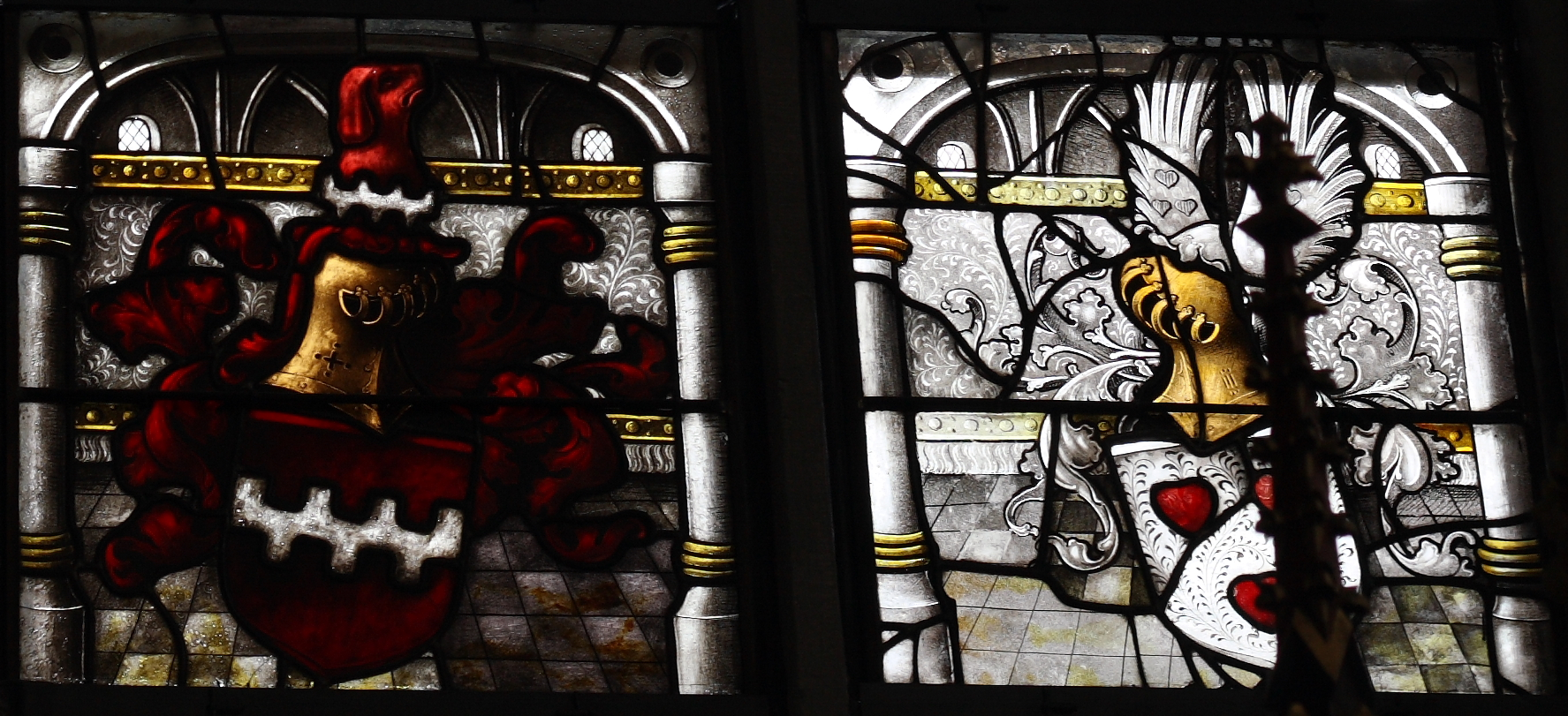
Wappen